# Uderns
Uderns est une commune autrichienne du district de Schwaz dans le Tyrol.